# Elymnias pseudosalpinx
Elymnias pseudosalpinx är en fjärilsart som beskrevs av Hans Fruhstorfer 1911. Elymnias pseudosalpinx ingår i släktet Elymnias och familjen praktfjärilar. Inga underarter finns listade i Catalogue of Life.